# Laser-Flash-Analyse

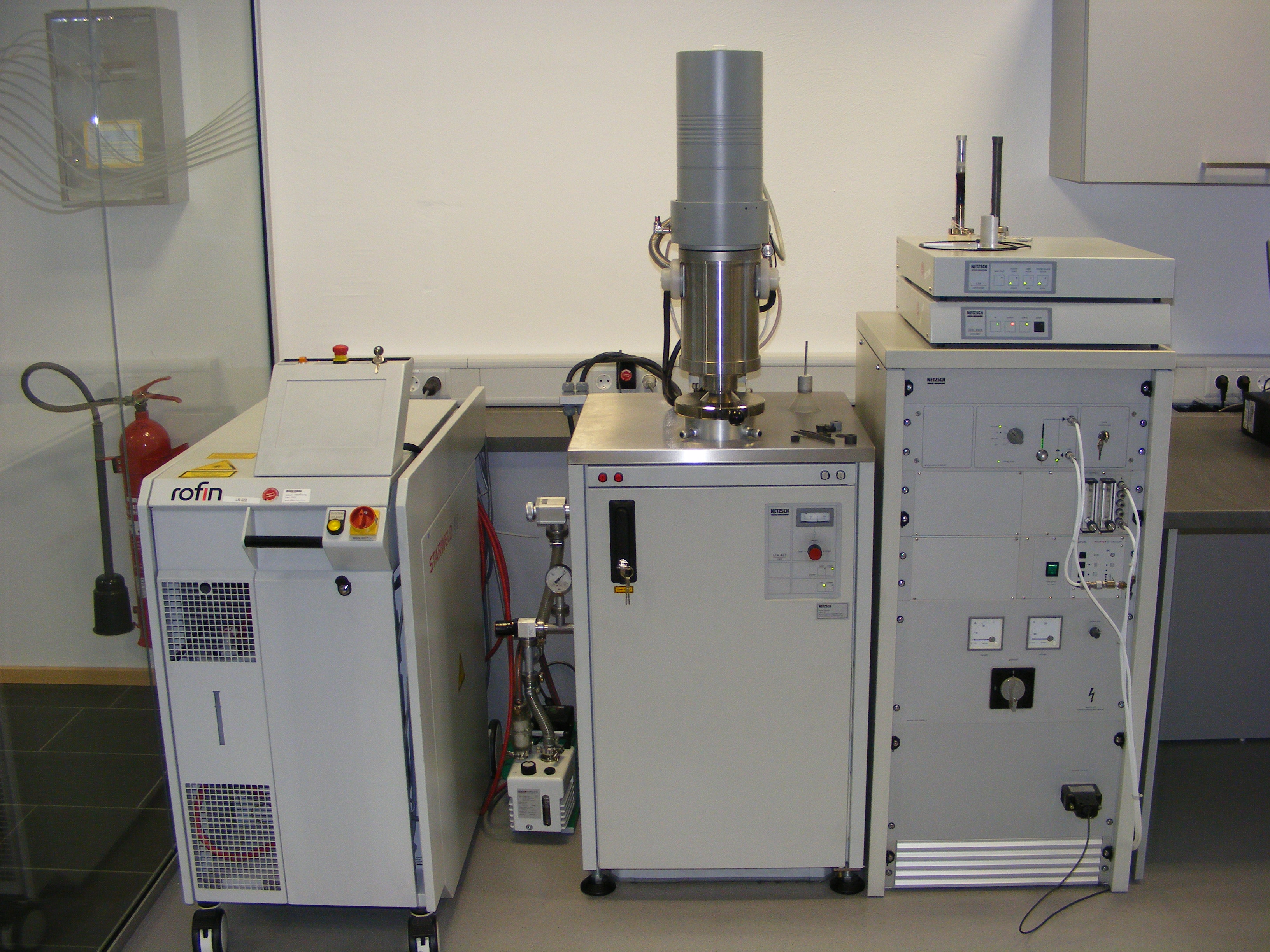
Eine etablierte Laser-Flash-Anlage (LFA 427 von NETZSCH) mit der die Temperaturleitfähigkeit von vielen Materialien über einen breiten Temperaturbereich (−125 bis 2800 °C) bestimmt werden kann.

Die Laser-Flash-Analyse (LFA) oder Laser-Flash-Methode wird verwendet, um die Temperaturleitfähigkeit von einer Vielzahl unterschiedlicher Materialien zu bestimmen. Ein Energieimpuls erwärmt eine planparallele Probe von unten. Daraufhin steigt die Temperatur der Probenoberseite an. Je höher die Temperaturleitfähigkeit der Probe, desto schneller kommt es zu diesem Temperaturanstieg. Dieser Anstieg wird mit einem Infrarot-Detektor gemessen und ausgewertet. Eine kommerzielle LFA-Anlage ist im Bild rechts gezeigt.
Im eindimensionalen, adiabatischen Fall wird die Temperaturleitfähigkeit {\displaystyle a} wie folgt beschrieben:
{\displaystyle a=0{,}1388\cdot {\frac {d^{2}}{t_{1/2}}}}
mit
- {\displaystyle a} ist die Temperaturleitfähigkeit
- {\displaystyle d} ist die Dicke der Probe
- {\displaystyle t_{1/2}} ist die Zeit bis zur Hälfte des maximalen Temperaturanstiegs

## Messprinzip

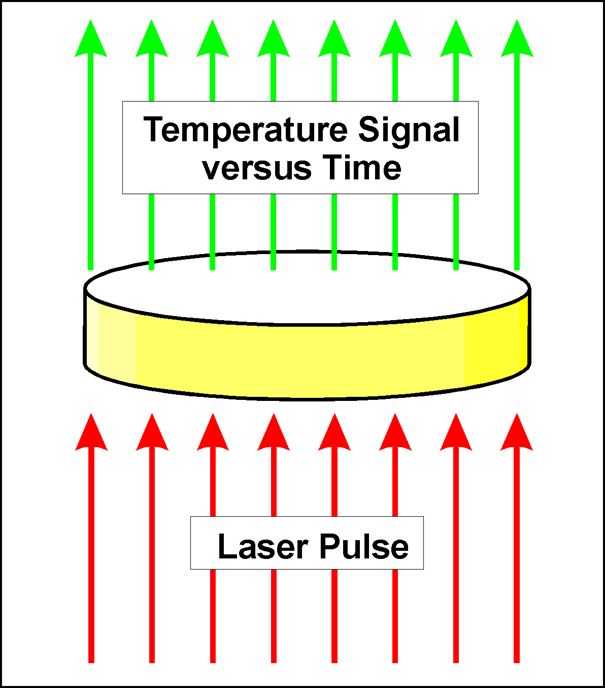
LFA measurement principle: Ein Laser- / Energieimpuls (rot) erwärmt die Probe (gelb) an der Unterseite und ein Detektor zeichnet den Temperaturanstieg in Abhängigkeit von der Zeit an der Probenoberseite auf (grün).

Die Laser-Flash-Analyse wurde von Parker et al. im Jahre 1961 entwickelt.
In einem vertikalen Aufbau erwärmt der Energieimpuls einer Blitzlampe oder eines Lasers die Unterseite einer Probe. Oberhalb ist ein Infrarot-Detektor angeordnet, der den Temperaturanstieg der Probenoberseite aufnimmt. Aus diesem Signal wird zum Beispiel nach obiger Formel die Temperaturleitfähigkeit berechnet. Da die Leitfähigkeit sehr abhängig von der Temperatur ist, wird die Probe mit einem Ofen beheizt. Die Messung selbst erfolgt dann isotherm.
Hervorragende Versuchsbedingungen sind
- homogenes Material,
- ein gleichmäßiger Energieeintrag über die ganze Probenfläche
- ein kurzer Energieimpuls; am besten in Form einer Delta-Funktion.

Viele Verbesserungen des ersten Modells wurde gemacht. Im Jahre 1963 hat Cowan die Strahlungsverluste und Konvektion auf der Oberfläche mit berücksichtigt.
Im selben Jahr beschrieben Cape und Lehman den transienten Wärmetransport, Effekte von endlichen Energieimpulsen und Wärmeverlust.
Blumm und Opfermann verbesserten das Cape-Lehman-Modell hinsichtlich radialen und flächigen Wärmeverlust und einer innovativen, patentierten Pulskorrektur.

## Weiterführende Artikel
- Temperaturleitfähigkeit
- Spezifische Wärmekapazität
- Wärmeleitfähigkeit
- Thermische Analyse